# Düdingen
Düdingen (francouzsky Guin) je obec v kantonu Fribourg, v okrese Sense. Žije zde  obyvatel.

## Geografie
Jako nejzápadnější obec okresu Sense se území obce svažuje na západ a jihozápad k řece Sáně. Řeka Sána zde tvoří jezero Schiffenensee a zároveň tvoří hranici okresu. Potok Düdingerbach (v horním toku také nazývaný Horiabach) rozděluje obec na dvě stejně velké části.
Nejnižší bod se nachází 498 m nad mořem pod přehradou jezera Schiffenensee; nejvyšší bod se nachází u Dählhölzli ve výšce 703 m.
S rozlohou 3086 hektarů je Düdingen šestou největší obcí kantonu a druhou největší v okrese Sense po Plaffeienu.
Düdingen se skládá v podstatě z jedné vesnice s centrem a přilehlými čtvrtěmi a z mnoha (asi 20) malých osad.
S Düdingenem sousedí devět obcí a dva okresy: obce Tafers, Schmitten a Bösingen v okrese Sense, obce Kleinbösingen, Gurmels a Courtepin v okrese See a obce La Sonnaz, Granges-Paccot a Fribourg v okrese Sarine.

## Historie

Letecký pohled (1964)

Německý název Düdingen a francouzský název Guin pocházejí z původní podoby Tudingun. Tudingun pochází z osobního jména Dodo nebo Dudo a alemanského příponu -ingun. Předpokládaný význam je tak „u lidí jménem Dodo“. Z alemanského -ingun (ingen) se vyvinulo románské -ens, čímž vzniklo Duens. Duens je poprvé zmíněno v roce 1182 v latinském dokumentu z kláštera Hauterive.
Z raného středověku (400 až 800) nejsou známy žádné spolehlivě doložené nálezy. Neexistují ani žádné písemné doklady z této doby. Stěhování národů, zejména postup Alamanů, bylo zastaveno v sousedství, čímž se území obce dostalo do jazykové hraniční zóny. Oblast byla christianizována. V roce 1228 byla poprvé zmíněna farnost. Od založení města Fribourg (1157) byl jeho vliv stále silnější. Páni z Düdingenu získali ve městě vážnost a z jejich řad pocházelo několik starostů města.
12. února 1378 prodal Jakob von Düdingen městu Fribourg za 3000 zlatých svůj podíl na Simmentalu. Již 24. února se také Wilhelm von Düdingen zavázal, že ponechá městu Freiburg své hrady (Blankenburg, Mannenberg a Laubegg) otevřené. Simmental, stejně jako Nidau a Inselgau (Seeland) s téměř celým územím, ztratil Fribourg po bitvě u Sempachu ve prospěch Bernu, v malé válce s Bernem a po rozhodnutí rozhodčího soudu.
Od poloviny 15. století ovládalo město Fribourg celou okolní oblasti. Až do sonderbundské války v roce 1847 stál Düdingen vždy na straně města. Od roku 1817 je v Düdingenu zmiňován starosta a vede se vlastní protokol. V roce 1831 došlo k definitivnímu vytvoření politické obce, která od roku 1848 patří do nově vytvořeného okresu Sense.
Düdingen byl tvrdě zasažen hospodářskou krizí v roce 1929. Ta měla dopad jak na průmysl, řemesla a obchod, tak i na zemědělství. Ke konci druhé světové války bylo patrné určité oživení. Byla postavena nová střední škola (v roce 1943 pro chlapce a v roce 1944 pro dívky). V roce 1946 byl schválen první územní plán. Od padesátých let nastala nová fáze rozvoje. V krátké době došlo k výraznému rozvoji infrastruktury, nárůstu počtu obyvatel a změně vzhledu obce. Rozvoj se ještě zrychlil výstavbou dálnice A12 v roce 1981. Düdingen je ve 21. století významným průmyslovým centrem i významným hospodářským centrem regionu.

## Obyvatelstvo
| Rok            | 1850 | 1900 | 1920 | 1930 | 1950 | 2000 |
| Počet obyvatel | 2692 | 3453 | 4160 | 3259 | 4033 | 6712 |

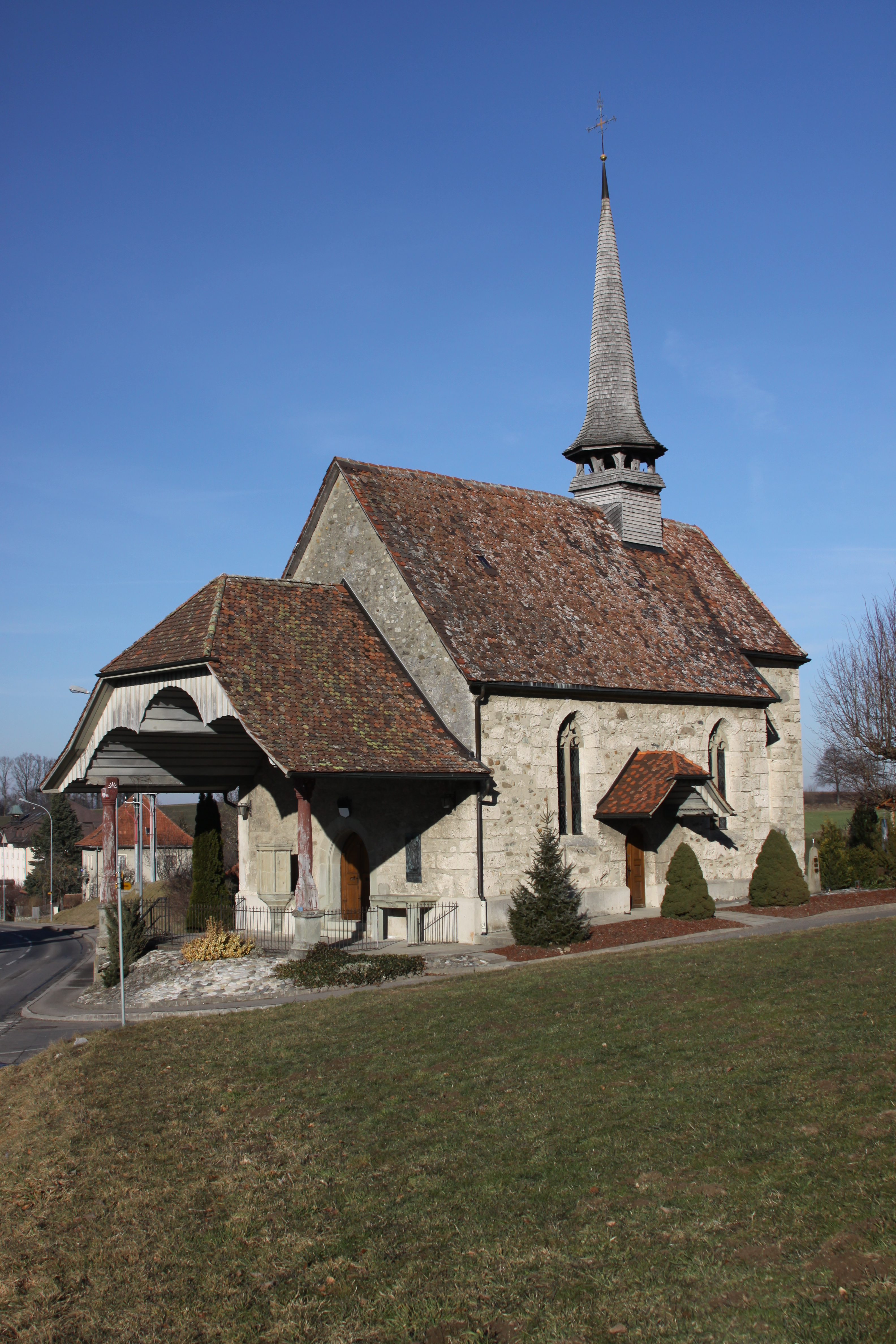
Kostel

Většina obyvatel (k roku 2000) hovoří německy (6021, tj. 89,7 %), druhým nejčastějším jazykem je francouzština (300, tj. 4,5 %) a třetím srbochorvatština (101, tj. 1,5 %).

## Hospodářství
Z ekonomického hlediska došlo, stejně jako ve zbytku Švýcarska, k přesunu zaměstnanosti obyvatelstva z primárního sektoru (zemědělství) do druhého sektoru (průmysl a řemesla) a třetího sektoru (služby). Podíl zemědělství klesl z 46,5 % v roce 1930 na 7,9 % v roce 1990, zatímco podíl průmyslu vzrostl z 29,7 % na 33,7 % a podíl služeb z 23,8 % na 57,7 %.
V Düdingenu se postupně usadily nejrůznější podniky. Od konce 19. století do roku 1905 se zde zpracovávaly především zemědělské produkty a produkty z půdy (založení mlékárny, moštárny a cihelny). V dvacátých a třicátých letech došlo k rozšíření produkce díky továrně na zápalky (v roce 1947 opět uzavřené) a továrně na cementové výrobky. Od roku 1952, kdy byla založena brusičská dílna na diamanty, následovaly až do dnešní doby všechny další podniky v nejrůznějších oblastech (strojírny, farmaceutický průmysl, slévárna lehkých kovů, plasty, barviva atd.). Zřizování průmyslových zón, vstřícná daňová politika a dostupná pracovní síla napomáhaly zakládání nových podniků.

## Doprava

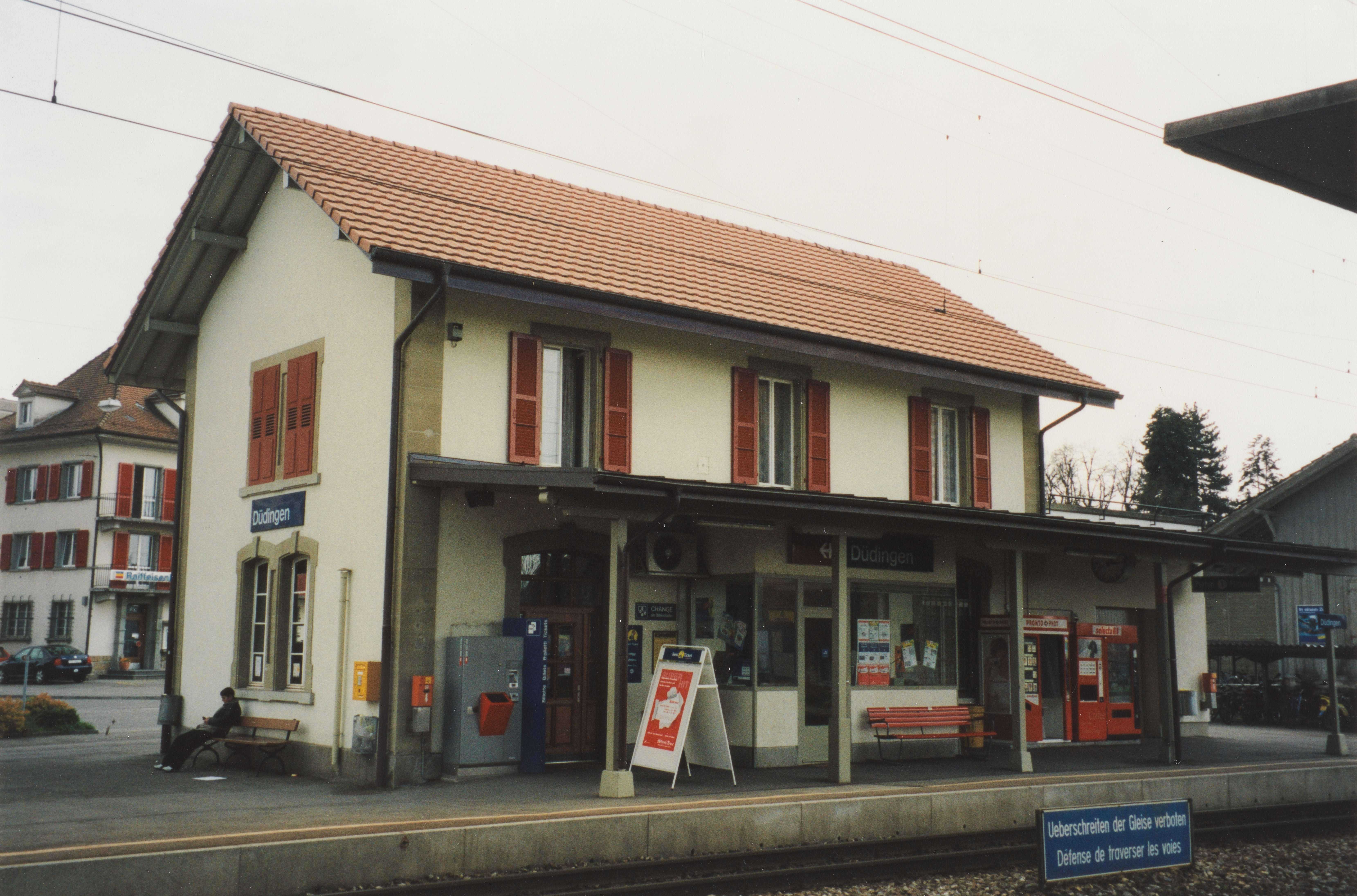
Železniční stanice

Düdingen má velmi dobré dopravní spojení. Obcí procházejí tři hlavní dopravní tepny z jihozápadu na severovýchod: železniční trať Fribourg–Bern, dálnice A12 a kantonální silnice Fribourg–Bern. Z jihu se zde setkávají dvě kantonální silnice z Fribourgu a Tafers, které se na severu opět rozdělují směrem na Murten a Laupen. Díky tomu je Düdingen regionálním dopravním uzlem.
Düdingen má dobře rozvinutou nabídku veřejné dopravy. Železniční spoje v 15minutových intervalech spojují Düdingen s hlavním městem kantonu a z Düdingenu a do Düdingenu jezdí také řada autobusových linek.